# ヘンリク・ラーション

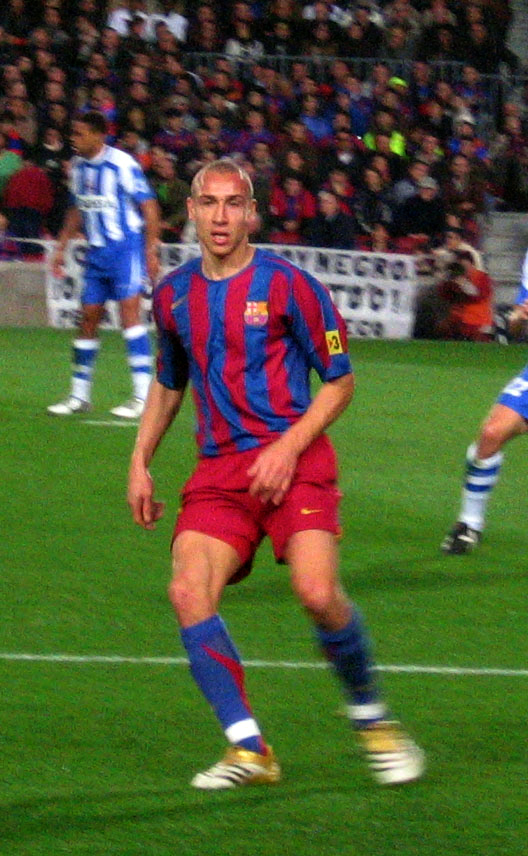
FCバルセロナ時代のラーション（2006年）

ヘンリク・ラーション（Henrik Edward Larsson、1971年9月20日 - ）は、スウェーデン・ヘルシンボリ出身の元サッカー選手、現サッカー指導者である。現役時代のポジションはフォワード。スウェーデン国内では「ヘンケ」の愛称で親しまれている。

## 経歴
父はカーボベルデ出身で、母はスウェーデン人である。22歳の時、1994年のアメリカW杯にスウェーデン代表として出場し、同国の3位入賞に貢献。ブロンドのドレッドヘアーという独特な風貌も相まって、一躍世界にその名を知られるようになる。
1997年にスコットランドのセルティックに移籍した。加入シーズンにはレンジャーズのリーグ10連覇阻止と、クラブの10年振りのリーグ制覇に貢献した。2000-01シーズンには35得点（カップ戦も合わせると計50得点）を記録し、欧州のトップスコアラーに与えられるESMゴールデンシューを受賞した。セルティック在籍7シーズンで4度のリーグ制覇の中心となり、セルティックでの出場315試合で242得点を記録した活躍によって、セルティックファンからは「諸王の王」（王の中の王、The King of Kings ）の愛称で呼ばれた。
一時スウェーデン代表への招集を拒否していたが、息子の「なぜ代表で試合しないの?」という言葉を受け、代表へ復帰。2002年の日韓W杯では再び攻撃の中心として活躍し、ベスト16入り。自身も3得点を挙げた。2002年W杯終了後、代表引退を表明し離脱するも国民から代表復帰の要望があり、EURO2004を前に代表復帰。ブルガリア戦では2ゴールを決め、ベスト8に大きく貢献。2006年のドイツW杯でも中心選手として活躍し、グループリーグのイングランド戦で試合終了間際に同点弾を決めるなどして、チームは決勝トーナメントへ進出した。決勝トーナメント1回戦の開催国のドイツとの試合ではPKを外し、チームも敗退。7月17日、代表引退を決意した。
ゴールを決めた後、両手を広げて舌を出すゴールパフォーマンスも有名である。
2005年に歴代の名選手を抑え、スウェーデン歴代最優秀選手に選出された。
2005-06シーズンにFCバルセロナでリーグ優勝を経験。2005-06年のUEFAチャンピオンズリーグ決勝（対アーセナル戦）では1点をリードされていたが、後半途中から投入され、ポストプレーを生かした2アシストでバルセロナを優勝に導いた。
2005年12月28日に、2005-06シーズンいっぱいでバルセロナを退団し、母国スウェーデンへ戻ることを発表した。2006年7月から古巣ヘルシンボリIFに復帰。ハビエル・サビオラ、サミュエル・エトー、リオネル・メッシの3名のフォワードを欠くバルセロナが再獲得を目指すとの報道がなされたが、2006年12月にマンチェスター・ユナイテッドが3ヶ月間の期限付きで獲得することが発表された。これはスウェーデン国内リーグの開催期間が4月～10月と短い点を突いた「裏ワザ」的な獲得であり、前線の駒不足に悩んでいたマンチェスター・ユナイテッドの補強となった。デビュー戦となったFAカップ、3rdラウンドのアストン・ヴィラ戦でゴールを決めた 。1月31日のワトフォード戦でプレミアリーグでの唯一のゴールを決めた。チームやファーガソン監督からは直接残るように要請を受けたが、退団後はヘルシンボリでプレーした。
2007-08シーズンのスウェーデンリーグでの活躍で、代表監督のラーシュ・ラーゲルベックに説得されEURO2008の同国代表に選出、代表復帰を果たした。大会終了後には、「代表チームが必要としてくれるのであれば、引退はしない。」と、今後も代表でプレーしていく意向を示した。2009年、南アW杯予選アルバニアと引き分け、予選敗退をもって改めて代表から引退した。
2009年11月1日、リーグ最終節のIFエルフスボリ戦をもって現役を引退。試合終了後の引退セレモニーではマンチェスター・ユナイテッドのアレックス・ファーガソン監督や元同僚のカルレス・プジョル、シャビ・エルナンデス、そしてスウェーデン代表でチームメイトだったズラタン・イブラヒモビッチから贈られたビデオレターがスクリーンに映し出され、それを観たラーションの目には涙が浮かんでいた。
現役引退後は指導者に転身し、2014年11月10日、長男のヨーダン・ラーションが所属していた古巣ヘルシンボリの監督に就任した。

## 逸話
2000-01シーズンにESMヨーロッパゴールデンシューを獲得した際のインタビューでリーグのレベルの低さを指摘されたことについて、「スコットランドリーグは世界一ではないかもしれないが、世界最低のリーグからはかけ離れていると思う。どこでプレーしていようとも、ストライカーの仕事は変わらない、ゴールを決めることじゃないか」と答えた。
2004-05シーズンFCバルセロナに入団した際、最初の背番号は17番だったが、同オフ中にハビエル・サビオラがASモナコにレンタル移籍したため背番号7番に変更になった。そのためジャパンツアーでは17番をつけて試合に出場していた。
引退後のインタビューで「唯一後悔していることといえば、マンチェスター・ユナイテッドに残らなかったことだ。監督、チームメイト、サポーターから信頼されていたし、もう少し残ってチームの手助けをすればよかった」と漏らしており、ファーガソンのことを「3か月しか一緒に仕事をしなかったが、私の人生にとって偉大な人だ。監督としても私の中ではベストだ」とも語っている。

## 個人成績
| 国内大会個人成績 | 国内大会個人成績  | 国内大会個人成績 | 国内大会個人成績 | 国内大会個人成績 | 国内大会個人成績            | 国内大会個人成績 | 国内大会個人成績 | 国内大会個人成績 | 国内大会個人成績 | 国内大会個人成績 | 国内大会個人成績 |
| 年度             | クラブ            | 背番号           | リーグ           | リーグ戦         | リーグ戦                    | リーグ杯         | リーグ杯         | オープン杯       | オープン杯       | 期間通算         | 期間通算         |
| 年度             | クラブ            | 背番号           | リーグ           | 出場             | 得点                        | 出場             | 得点             | 出場             | 得点             | 出場             | 得点             |
| スウェーデン     | スウェーデン      | スウェーデン     | スウェーデン     | リーグ戦         | リーグ戦                    | リーグ杯         | リーグ杯         | オープン杯       | オープン杯       | 期間通算         | 期間通算         |
| ---------------- | ----------------- | ---------------- | ---------------- | ---------------- | --------------------------- | ---------------- | ---------------- | ---------------- | ---------------- | ---------------- | ---------------- |
| 1989             | ヘイヤボリ        |                  |                  | 21               | 1                           |                  |                  |                  |                  |                  |                  |
| 1990             | ヘイヤボリ        |                  |                  | 21               | 7                           |                  |                  |                  |                  |                  |                  |
| 1991             | ヘイヤボリ        |                  |                  | 22               | 15                          |                  |                  |                  |                  |                  |                  |
| 1992             | ヘルシンボリ      |                  |                  | 27               | 32                          |                  |                  |                  |                  |                  |                  |
| 1993             | ヘルシンボリ      |                  |                  | 25               | 16                          |                  |                  |                  |                  |                  |                  |
| オランダ         | オランダ          | オランダ         | オランダ         | リーグ戦         | リーグ戦                    | リーグ杯         | リーグ杯         | KNVBカップ       | KNVBカップ       | 期間通算         | 期間通算         |
| 1993-94          | フェイエノールト  |                  |                  | 15               | 1                           |                  |                  |                  |                  |                  |                  |
| 1994-95          | フェイエノールト  |                  |                  | 23               | 8                           |                  |                  |                  |                  |                  |                  |
| 1995-96          | フェイエノールト  |                  |                  | 32               | 10                          |                  |                  |                  |                  |                  |                  |
| 1996-97          | フェイエノールト  |                  |                  | 31               | 7                           |                  |                  |                  |                  |                  |                  |
| スコットランド   | スコットランド    | スコットランド   | スコットランド   | リーグ戦         | リーグ戦                    | S・リーグ杯      | S・リーグ杯      | スコティッシュ杯 | スコティッシュ杯 | 期間通算         | 期間通算         |
| 1997-98          | セルティック      | 7                |                  | 35               | 16                          |                  |                  |                  |                  |                  |                  |
| 1998-99          | セルティック      | 7                |                  | 35               | 29                          |                  |                  |                  |                  |                  |                  |
| 1999-00          | セルティック      | 7                |                  | 9                | 8                           |                  |                  |                  |                  |                  |                  |
| 2000-01          | セルティック      | 7                |                  | 37               | 35                          |                  |                  |                  |                  |                  |                  |
| 2001-02          | セルティック      | 7                |                  | 33               | 29                          |                  |                  |                  |                  |                  |                  |
| 2002-03          | セルティック      | 7                |                  | 35               | 28                          |                  |                  |                  |                  |                  |                  |
| 2003-04          | セルティック      | 7                |                  | 37               | 30                          |                  |                  |                  |                  |                  |                  |
| スペイン         | スペイン          | スペイン         | スペイン         | リーグ戦         | リーグ戦                    | 国王杯           | 国王杯           | オープン杯       | オープン杯       | 期間通算         | 期間通算         |
| 2004-05          | FCバルセロナ      | 7                |                  | 12               | 3                           |                  |                  |                  |                  |                  |                  |
| 2005-06          | FCバルセロナ      | 7                |                  | 28               | 10                          |                  |                  |                  |                  |                  |                  |
| スウェーデン     | スウェーデン      | スウェーデン     | スウェーデン     | リーグ戦         | リーグ戦                    | リーグ杯         | リーグ杯         | オープン杯       | オープン杯       | 期間通算         | 期間通算         |
| 2006-07          | ヘルシンボリ      |                  |                  | 15               | 8                           |                  |                  |                  |                  |                  |                  |
| イングランド     | イングランド      | イングランド     | イングランド     | リーグ戦         | リーグ戦                    | FLカップ         | FLカップ         | FAカップ         | FAカップ         | 期間通算         | 期間通算         |
| 2006-07          | マンチェスター・U | 17               |                  | 7                | 1                           |                  |                  |                  |                  |                  |                  |
| スウェーデン     | スウェーデン      | スウェーデン     | スウェーデン     | リーグ戦         | リーグ戦                    | リーグ杯         | リーグ杯         | オープン杯       | オープン杯       | 期間通算         | 期間通算         |
| 2007             | ヘルシンボリ      | 17               |                  | 22               | 9                           |                  |                  |                  |                  |                  |                  |
| 2008             | ヘルシンボリ      | 17               |                  | 27               | 16                          |                  |                  |                  |                  |                  |                  |
| 2009             | ヘルシンボリ      | 17               |                  | 11               | 6                           |                  |                  |                  |                  |                  |                  |
| 通算             | スウェーデン      | スウェーデン     |                  | 176              | 102\|\|\|\|\|\|\|\|\|\|\|\| |                  |                  |                  |                  |                  |                  |
| 通算             | オランダ          | オランダ         |                  | 101              | 26\|\|\|\|\|\|\|\|\|\|\|\|  |                  |                  |                  |                  |                  |                  |
| 通算             | スコットランド    | スコットランド   |                  | 221              | 175\|\|\|\|\|\|\|\|\|\|\|\| |                  |                  |                  |                  |                  |                  |
| 通算             | スペイン          | スペイン         |                  | 40               | 13\|\|\|\|\|\|\|\|\|\|\|\|  |                  |                  |                  |                  |                  |                  |
| 通算             | イングランド      | イングランド     |                  | 7                | 1\|\|\|\|\|\|\|\|\|\|\|\|   |                  |                  |                  |                  |                  |                  |
| 総通算           | 総通算            | 総通算           | 総通算           | 551              | 319\|\|\|\|\|\|\|\|\|\|\|\| |                  |                  |                  |                  |                  |                  |

## 代表歴

### 出場大会
- スウェーデン代表
  - 1994 FIFAワールドカップ
  - 2002 FIFAワールドカップ
  - 2006 FIFAワールドカップ

### 試合数
- 国際Aマッチ 106試合 37得点（1993年-2009年）[8][9]

| スウェーデン代表 | 国際Aマッチ | 国際Aマッチ |
| 年               | 出場        | 得点        |
| ---------------- | ----------- | ----------- |
| 1993             | 2           | 1           |
| 1994             | 14          | 5           |
| 1995             | 6           | 0           |
| 1996             | 6           | 1           |
| 1997             | 2           | 0           |
| 1998             | 7           | 1           |
| 1999             | 9           | 2           |
| 2000             | 8           | 2           |
| 2001             | 10          | 9           |
| 2002             | 8           | 3           |
| 2003             | 1           | 0           |
| 2004             | 9           | 8           |
| 2005             | 5           | 2           |
| 2006             | 6           | 2           |
| 2007             | 0           | 0           |
| 2008             | 9           | 1           |
| 2009             | 4           | 0           |
| 通算             | 106         | 37          |

## 監督成績
2019年8月23日現在
| クラブ             | 就任           | 退任           | 記録 | 記録 | 記録 | 記録 | 記録   |
| クラブ             | 就任           | 退任           | 試   | 勝   | 分   | 敗   | 勝率   |
| ------------------ | -------------- | -------------- | ---- | ---- | ---- | ---- | ------ |
| ランズクルーナBoIS | 2009年12月14日 | 2012年11月8日  | 94   | 38   | 19   | 37   | 040.43 |
| ファルケンベリFF   | 2013年12月4日  | 2014年11月10日 | 31   | 9    | 6    | 16   | 029.03 |
| ヘルシンボリIF     | 2015年1月1日   | 2016年11月23日 | 68   | 22   | 12   | 34   | 032.35 |
| ヘルシンボリIF     | 2019年6月16日  | 2019年8月23日  |      |      |      |      |        |
| 合計               | 合計           | 合計           | 193  | 69   | 37   | 87   | 035.75 |

## 個人タイトル
- スコティッシュ・プレミアリーグ得点王 5回：1998-99, 2000-01, 2001-02, 2002-03, 2003-04
- ゴールデンブーツ 1回：2000-01
- スコットランドPFA年間最優秀選手賞 2回：1999, 2001
- スコットランド・サッカー記者協会年間最優秀選手賞 2回：1999, 2001
- グルドボレン 2回：1998, 2004
- さいたまシティカップ 1回：2005
- スコティッシュ・プレミアリーグ歴代最多得点記録（158得点）
- スコティッシュ・プレミアリーグ1シーズン最多得点記録（35得点）
- スコティッシュ・プレミアリーグ歴代最多ハットトリック記録（12回）